# 汤旺河站
汤旺河站，位于中华人民共和国黑龙江省伊春市汤旺县汤旺河镇，是南乌铁路上的火车站，建于1962年，由哈尔滨局集团管辖。

## 歷史
- 建于1962年。

## 車站周邊
- 汤旺河
- 伊春市质量技术监督局汤旺河分局
- 中国建设银行伊春汤旺河分理处
- 中国工商银行伊春汤旺河支行
- 中国农业银行中心分理处
- 汤旺河区民政局
- 汤旺河客运站

## 外部連結
- 中国铁路客户服务中心 （页面存档备份，存于）